# Всі люди – вороги (роман)
Всі люди – вороги (англ. All men are enemies) –  роман англійського письменника Річарда Олдінгтона, опублікований видавництвом  Doubleday, Doran & Co у 1933 році.

## Сюжет
В основі роману – шлях молодого англійця Ентоні Кларендона, який не сприймає усталені правила та умови оточення. У пошуках сенсу життя він подорожує 
Францією та Італією, де зустрічає Катарину, дівчину, яка стала  його єдиним коханням. Поблизу Неаполя, на острові Еа вони проводять разом час, насолоджуючись кожною його миттю, та домовляються про подальше одруження. Для цього Катарина їде у Відень, а Ентоні у Лондон, щоб владнати справи та зустрітися знов за кілька місяців.
Але починається Перша світова війна, Ентоні йде на фронт і вони на тринадцять років втрачають одне одного.
Після війни Ентоні, намагається відшукати кохану у Відні, але не находить її. У відчаї він повертається до Англії і, після певних вагань, вважаючи Катарину втраченою назавжди, одружується на давній знайомій та починає працювати у родинному бізнесі.
Проте весь час він розуміє, що живе не так, як бажав би. У всіх труднощах, Ентоні бачить винним суспільний устрій, коли люди змушені підпорядковуватися урядам, які штовхають їх до злочинних дій. 
Йому виявляються чужими умовності ділового світу. Він вважає ділові оборудки не справжнім життям. Справжніми Ентоні вважає робітників, які безпосередньо працюють на виробництві. 
Врешті він залишає справи і свою дружину, з якою не має нічого спільного.
Ентоні вирушає у подорож. Він відвідує Туніс, після чого, майже несподівано для себе, їде до Італії. У Римі він випадково зустрічає давню знайому, яка повідомляє, що Катарина знаходиться на Еа. Вражений Ентоні поспіхом їде на острів та зустрічає кохану. Вони залишаються разом, намагаючись відтепер оберігати своє кохання від людей.

## Сприйняття
За публікацією «The New York Times», «книга пронизана романтичною філософією життя».

## Екранізації
У 1934 році американським режисером Джорджем Фіцморисом за мотивами роману був знятий однойменний фільм.